# Panmiktická populace
Panmiktická populace je takový model populace v populační genetice, ve kterém se mezi sebou jedinci páří zcela náhodně. Konkrétně to znamená, že modelujeme situaci v přírodě, přičemž:
- Neuplatňuje se přírodní výběr, jedinci si nevybírají partnery podle žádného kritéria. Nerozlišují ani mezi příbuznými zástupci. (Nepokoušejí se bránit inbreedingu.)
- Nehrají roli vzdálenosti mezi jednotlivými jedinci. To platí zpravidla pouze tehdy, pokud populace žije na velmi omezeném území nebo jsou jedinci velmi pohybliví.

Panmiktické populace můžeme rozlišovat podle velikosti:
- u velkých se příliš neprojevuje genetický drift a platí u nich Hardy-Weinbergův zákon
- u malých populací je tomu naopak.